# Jacques Rigaut
Jacques Rigaut (Paris, 30 de dezembro de 1898 – Châtenay-Malabry, 9 de novembro de 1929) foi um poeta francês, participante do Movimento Dadaísta, também relacionado ao Surrealismo.

## Obras
- Lord Patchogue. La Nouvelle Revue Française n°203, août 1930, Paris.
- Papiers Posthumes. Sans Pareil, février 1934, Paris.
- Agence Générale du Suicide. J.J. Pauvert, 1959, Paris.
- Agence Générale du Suicide. Loesfeld, 1967, Paris.
- Écrits. Édition établie et présentée par Martin Kay. N.R.F. Gallimard, 1970, Paris.
- Et puis merde!, Paul Chadourne – Pierre Drieu La Rochelle - Jacques Rigaut, Les Libraires Entre Les Lignes, 1998, Paris.